# Tundla
Tundla (hindsky टूण्डला, urdsky ٹنڈلا‎) je malé město v indickém státě Uttarpradéš, v blízkosti Ágry (24 km východně od města). Administrativně spadá pod okres Firozabád. V roce 2011 mělo 50 423 obyvatel. 
Tundla je známá především jako železniční křižovatka na tradi Kanpur–Dillí. Samotné město bylo vybudováno ve svém středu během existence britské koloniální nadvlády v evropském stylu. Jeho dominantou je nápadný červený kostel, dokončený v roce 1860. Mezi další stavby z koloniální doby dále patří kasárna. Střed města tvoří železniční kolonie (anglicky Railway Colony), která obklopuje hlavní nádraží Tundla Junction. Tradiční indická zástavba se nachází dále na sever a je protnuta vysokokapacitní silnicí NH 19.
Hinduisté tvoří většinu obyvatel města s podílem přes 84 %. Míra gramotnosti v roce 2011 činila 86,43 %, což je výrazně nad celostátním průměrem.